# جاریة بن قدامه
جاریه بن قدامه سعدی تمیمی از صحابه محمد، پیامبر اسلام، و یاران علی بن ابی طالب و حسن بن علی بوده است، که احتمالاً حدود سال ۵۰ هجری وفات کرده است. وی از بزرگان بنی تمیم در بصره بوده است و از بصریان برای علی بیعت ستاند. او در نبردهای دوره خلافت علی بن ابی طالب نظیر نبرد صفین و نبرد نهروان فرمانده جمعی از مردم بصره در سپاه علی بود.
در سال ۳۸ هجری، معاویه کوشید از شرایط بصره بهره داری کند و عبدالله بن عمرو حضرمی را به بصره اعزام کرد تا کنترل آنجا را در دست گیرد. هرچند وی با مقاومت زیاد بن ابیه ـ عامل علی در بصره ـ و جمعی از بصریان مواجه شد، اما با حمایت جمعی دیگر توانست به عنوان حاکم عمل کند و از اتباعش برای معاویه خراج بگیرد. با این حال علی به درخواست زیاد جاریه بن قدامه را با سپاهی به بصره فرستاد و جاریه با حمایت بصریان حامی علی، ابن حضرمی را شکست داد و با به آتش کشیدن خانه‌ای که عبدالله بن عمرو حضرمی در آنجا پناه گرفته بود، وی را کشت.
در سال های آخر خلافت علی، زمانی که بسر بن ارطات، از فرماندهان سپاه معاویه، به حجاز و یمن لشکر کشید و آنجا را غارت کرد و ناامن ساخت، علی، جاریه را با سپاهی به مقابله با وی فرستاد. جاریه موفق شد، بسر را فراری دهد و امنیت را به منطقه‌ حجاز بازگرداند.
پس از شهادت علی، وی با حسن بیعت کرد و پس از به خلافت رسیدن معاویه، همچنان از علی حمایت می‌کرد. علمای رجال وی را جزو محدثین معتبر شمرده‌اند.